# Satyāgraha
La satyāgraha (in devanagari सत्याग्रह, «resistenza passiva» e più letteralmente «insistenza per la verità») è una teoria etica e politica elaborata e praticata da Gandhi nei primi anni del Novecento, e in seguito adottata da altri politici e attivisti, come Martin Luther King, Nelson Mandela e Aung San Suu Kyi. È una teoria alla base della prassi della disobbedienza civile che consiste essenzialmente in una lotta nonviolenta, secondo il principio di origine indiana e buddista dell'ahiṃsā.
In Italia lo stesso concetto è identificato con il nome di Nonviolenza e resistenza nonviolenta (Nonuccidere) e ha visto le sue radici ad opera di Aldo Capitini, Danilo Dolci e poi quella di Marco Pannella e del Movimento nonviolento.

## Etimologia
Satyāgraha deriva dal sanscrito satya (verità), la cui radice sat significa Essere/Vero, e agraha (fermezza, forza). Le traduzioni italiane che più si avvicinano al significato di satyāgraha sono "vera forza", "forza dell'amore" o "fermezza nella verità". Il termine porta con sé l'idea di ahiṃsā, cioè assenza di danneggiamento.

### Origine del termine
Durante la prima campagna che ebbe inizio in Sudafrica l'11 settembre 1906, la stampa internazionale, ma anche lo stesso Gandhi, volevano indicare le azioni e lotte organizzate da Gandhi coi termini "resistenza passiva" o "disobbedienza civile". Gandhi, nel corso del 1907, avviò una riflessione volta a discutere criticamente l'uso di questi termini. Solo alcuni anni dopo (attorno al 1913) Gandhi iniziò a rifarsi al termine "ahiṃsā" = nonviolenza / innocenza (letteralmente: "assenza della volontà di nuocere"). Peraltro Gandhi stesso diverrà consapevole assai presto che l'ahiṃsā è da intendersi in senso positivo, e non semplicemente negativo, come pura "assenza di violenza". Ahiṃsā significa l'appello ad una "forza altra", distinta dalla violenza e ad essa opposta, e la definirà "forza che dà vita".
Così Gandhi il 18 dicembre 1907 indisse, dalle colonne del settimanale degli indiani del Sudafrica "Indian Opinion", un concorso per trovare un nome più appropriato e che sapesse cogliere a pieno lo spirito del metodo.
La proposta vincente fu suggerita da shri Maganlal Gandhi: sadagraha, cioè “fermezza in una buona causa”. A Gandhi la parola piacque, ma – dice lui stesso nella sua autobiografia – “affinché fosse più comprensibile io poi la cambiai in satyāgraha, che da allora in poi è diventata comune in lingua gujarati per definire la nostra lotta”. Il 10 gennaio 1908 Indian Opinion pubblica per la prima volta la parola satyāgraha, che da allora divenne il nome ufficiale del movimento e del metodo di lotta promosso da M. K. Gandhi: la forza che nasce dalla verità e dall'amore.
In Italia il termine comunemente adottato nel linguaggio comune è «nonviolenza», mentre satyāgraha resta quasi sconosciuto, salvo in alcuni contesti come quelli dei movimenti nonviolenti o del radicalismo.

## Le fonti e i contenuti
Le fonti da cui Gandhi trasse il suo concetto di nonviolenza sono innumerevoli: le religioni induista, buddista, zoroastrista, cristiana, giainista e i rispettivi testi sacri; saggi letterari come quello di Thoreau sulla Disobbedienza civile, di Tolstoj Il regno di Dio è in voi, di Ruskin A quest'ultimo, e inoltre i suoi innumerevoli "esperimenti con la Verità".
Il pensiero satyāgraha si basa su una concezione filosofica, religiosa, morale trascendente della realtà che vede come più alto obiettivo dell'uomo la ricerca della Verità, che Gandhi assimila a Dio, all'amore e alla nonviolenza. Il concetto di Verità lo si ritrova anche nella Bhagavadgītā, testo sacro indù che Gandhi apprezzò per il suo valore morale, definendolo il "Vangelo dell'India".
Il satyāgrahi (colui che pratica il satyāgraha) aderisce a undici principi che osserva in spirito di umiltà: non violenza, verità, non rubare, castità, rinuncia ai beni materiali, lavoro manuale, moderazione nel mangiare e nel bere, impavidità, rispetto per tutte le religioni, Swadeshi (autosufficienza), sradicamento dell'intoccabilità.
Il satyāgraha può anche essere definito una forma di lotta politica e sociale (per Gandhi vi è una forte identità tra i due termini), dotata della massima efficacia se utilizzata per fini nobili e degni.
Nel pensiero satyāgraha vi è identità tra fine e mezzo: per raggiungere una meta giusta l'unico modo è quello di usare metodi pacifici e nonviolenti, con amore verso il "nemico" contro cui è diretto. Il satyāgraha eleva e purifica chi lo pratica e chi lo riceve. Esso distingue il peccato dal peccatore e, mentre verso il primo si scaglia con tutta la sua forza, verso il secondo si comporta fraternamente: il suo obiettivo non è la distruzione dell'avversario, ma la sua convinzione (con-vincere, vincere con), e la pacifica convivenza di entrambi. Chi pratica il satyāgraha intende dare forza all'avversario che usando metodi violenti sia in realtà debole e per questo necessita della forza spirituale che si sprigiona durante un'azione nonviolenta.
Nel satyāgraha vi è una forte tensione morale: i valori sono una componente fondamentale del pensiero e dell'azione, in ogni campo (sociale, politico, religioso, economico, culturale, ecc.). Vi è inoltre un forte distacco dai desideri e dalle passioni (intese in senso negativo), in quanto un eccesso indurisce il cuore dell'uomo, lo sporca e lo stanca.
Rispetto alla morte il satyagrahi non deve provare timore, poiché non si può uccidere ciò che non può morire. La morte è il dono estremo con cui un essere umano si offre alla propria causa e al suo avversario, conscio che anche in questo modo serve la Verità e il bene.
Il satyāgraha è anche il servizio dell'altro: nella disputa è compito del satyagrahi mostrare la via giusta, aderirvi e accettare a cuor sereno tutte le conseguenze. La disobbedienza civile potrebbe rendere necessario infrangere una legge ingiusta: in tal caso il cittadino, rispettoso di tutte le altre leggi, moderato dall'auto-disciplina, obbedirà alla superiore legge morale e trasgredirà quella dello stato accettando senza rimorso la pena corrispondente. Il fondamento di ciò è la superiorità della purezza dello spirito (derivante dall'obbedienza alla legge morale) rispetto alla sofferenza del corpo che potrebbe essere causata dal danno economico ricevuto o dalla permanenza in prigione.
Nel concreto il satyāgraha si traduce in molteplici forme, alcune delle quali storicamente sperimentate, altre sono ancora da ideare. Esse sono: la non collaborazione nonviolenta, il boicottaggio, la disobbedienza civile, l'obiezione di coscienza alle spese militari, l'azione diretta nonviolenta, il digiuno, ecc., nonché, in termini più generali, il pacifismo.

## Esempi storici gandhiani

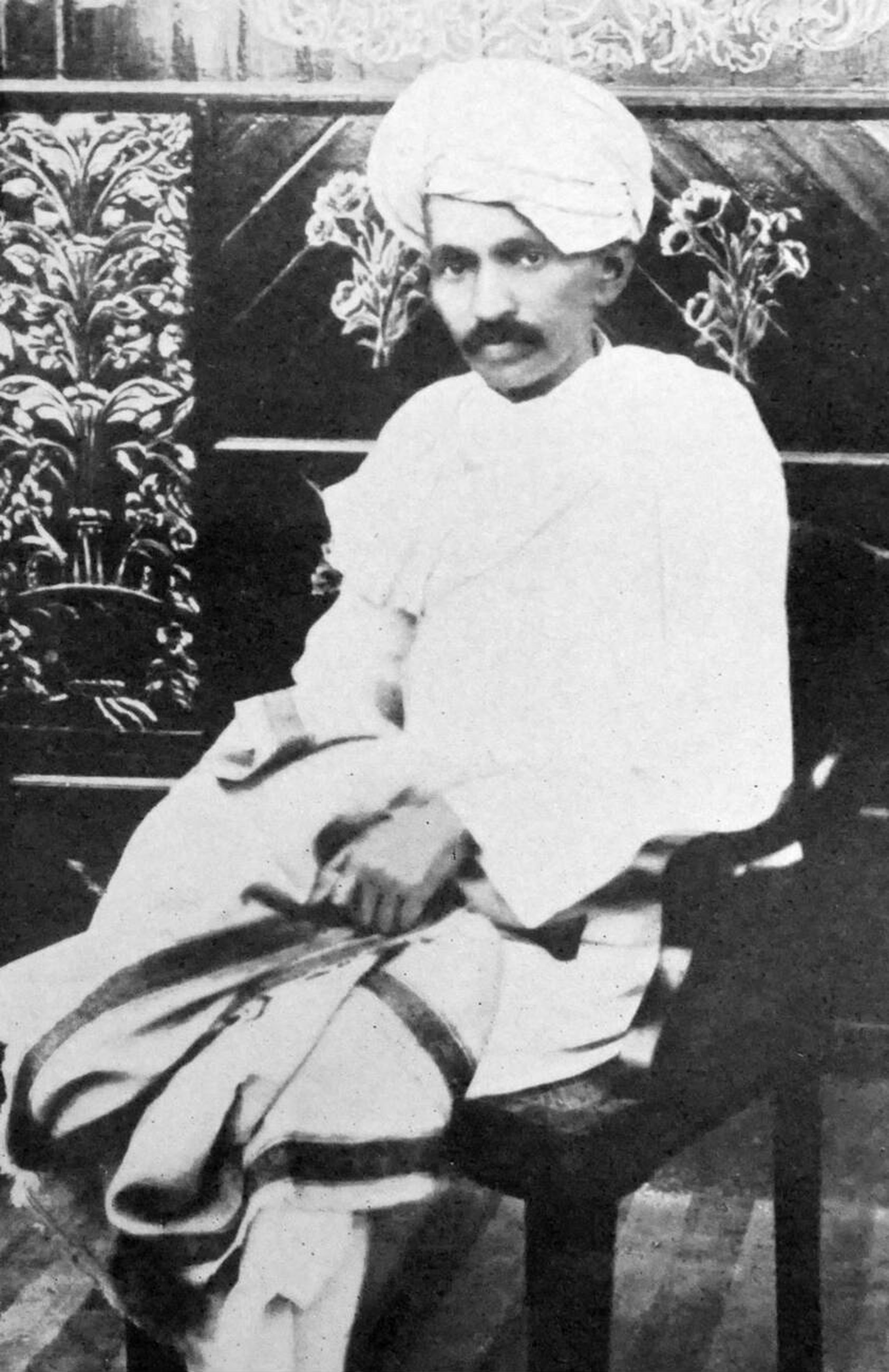
Gandhi nel 1918, durante il satyāgraha del Champaran e del Kheda

Nel soggiorno in Sudafrica Gandhi si accorse dei soprusi che la popolazione indiana doveva sopportare a vantaggio dell'élite bianca dominante. Qui praticò alcune forme di disobbedienza civile e accettò la pena relativa. Dopo aver constatato, mediante numerose interviste, gli abusi subìti dalla sua gente, riconosciuto che questi dipendevano dallo status di cittadino indiano in terra del Sudafrica, iniziò a bruciare pubblicamente i lascia-passare di ogni indiano, che sancivano ufficialmente la diversità tra gli uomini.
Quando il governo emanò una legge che proibiva ai cittadini indiani di oltrepassare il confine, organizzò una marcia disarmata che terminasse al di là dei confini proibiti. Furono arrestati a migliaia, e il governo dovette arrendersi per l'incapacità fisica e logistica di gestire la situazione.
Sempre in Sudafrica Gandhi organizzò numerosi scioperi a favore dei minatori sfruttati in modo disumano.
In India si ricorda la storica marcia del sale del 1930. Il governo inglese aveva imposto una tassa sul sale che, essendo questo una materia prima di fondamentale importanza, andava a colpire pesantemente tutta la popolazione indiana con particolare danno dei più poveri. Gandhi e i suoi collaboratori (o meglio amici, compagni, familiari) partirono dalla loro fattoria che erano in 78: i loro nomi vennero pubblicati sui giornali perché la polizia ne fosse informata. Percorsero a piedi le duecento miglia che separano Ahmedabad da Dandi, nello stato del Gujarat, marciando per 24 giorni, e quando arrivarono alle saline erano diverse migliaia.
Alla fine il Mahatma raccolse un pugno di sale. Disarmati, ordinatamente e col sorriso sulle labbra, i manifestanti andavano incontro alla polizia, sul luogo per sedare la rivolta. Nonostante i duri colpi di sfollagente, i numerosi feriti e la violenza delle autorità, i cittadini continuavano ad avanzare silenziosi, a subire il trattamento senza reagire in alcun modo, senza neanche difendersi. Dopo un po' la polizia si arrese di fronte ad una fiumana di gente che continuava ad avanzare senza paura. Fu lo stesso comandante ad ammettere, a posteriori, il senso di impotenza di fronte a quella moltitudine, che coglieva impreparati gli agenti generalmente avvezzi a ben altro tipo di proteste popolari.
In India Gandhi e il Congresso organizzarono diversi scioperi e boicottaggi. In particolare si ricorda quello contro gli abiti inglesi, a favore del costume tradizionale indiano (khadi), che lo stesso Gandhi tesseva a mano.
I suddetti esempi non sarebbero particolarmente graditi a Gandhi, il quale sosteneva che il satyāgraha è la regola, e non l'eccezione, nella storia dell'uomo. È vero che nei secoli si sono succedute decine di guerre tra i popoli, ma numericamente parlando è di gran lunga superiore il numero dei conflitti risolti con l'amore e la comprensione tra le parti in causa. Gandhi amava prendere a mo' d'esempio il comportamento in famiglia, dove la norma è l'affetto sincero nei confronti del contendente e l'obiettivo non è l'eliminazione fisica: con tali presupposti è più facile trovare un accordo. Ciò che avviene tra individui può avvenire anche tra stati, che sono composti da individui, e tutti appartengono alla stessa famiglia umana e degli esseri viventi (Gandhi era anche vegetariano).

## Altri esempi storici
Durante la guerra statunitense del 1846 al Messico, il Governo degli Stati Uniti impose una tassa per finanziare il conflitto. Thoreau, ritenendo che la guerra fosse ingiusta, e ben sapendo che questa non poteva svolgersi se non col consenso e col contributo economico dei cittadini, decise di violare apertamente la legge e non pagare la tassa, accettando volentieri la reclusione in carcere che questo gesto comportava. Scrisse a proposito un piccolo saggio "Sulla disobbedienza civile", in cui esponeva la propria tesi facendo riferimento alla dichiarazione d'indipendenza del 1776 e rilevando le incongruenze tra questa e la politiche contemporanee del governo. La sua opera fu letta in seguito anche da Gandhi, che ne trasse ispirazione.
Un altro esempio storico dell'utilizzo dei metodi nonviolenti è quello di Gesù, personaggio ispiratore della dottrina satyāgraha e che Gandhi chiamava 'il principe della nonviolenza'. Egli sosteneva infatti che sia Lui, sia i primi martiri abbiano svolto un ruolo determinante nella caduta dell'Impero romano d'Occidente.
Martin Luther King praticò il satyāgraha ispirandosi direttamente all'opera nonviolenta di Gesù e di Gandhi. Negli Stati Uniti d'America del Sud organizzò un boicottaggio agli autobus, poiché vigevano delle norme che imponevano discriminazioni razziali nei posti a sedere. Altri esempi di Martin Luther King sono la marcia su Washington per la conquista dei diritti civili e i numerosi sit-in.
Un esempio italiano poco noto è la manifestazione nel luglio 1944 delle donne di Carrara in Piazza delle erbe per opporsi ai nazisti che volevano deportare tutta la popolazione in Emilia per riuscire così ad isolare i partigiani. I nazisti cedettero.